# Albert Katschen
Albert Katschen war im 15. Jahrhundert Titularbischof von Sidon und Weihbischof im Bistum Cammin.
Albert Katschen stammte aus Greifswald und war Dominikaner. Am 20. Juni 1455 wurde er durch Papst Kalixt III. zum Weihbischof in Cammin erhoben, mit dem Titularbistum von Sidon. Im diesbezüglichen Eintrag in den Protokollbüchern ist sein Name als Albertus Kaeschen geschrieben. 
Bei der Gründung der Universität Greifswald im Jahre 1456 war er als Mitglied des Gründungskonsiliums beteiligt. Hier wurde er zum Doktor der Theologie promoviert und war als Professor für Theologie tätig. 